# Liste der denkmalgeschützten Objekte in Geiersberg
Diese Liste der denkmalgeschützten Objekte in Geiersberg enthält die drei denkmalgeschützten, unbeweglichen Objekte der Gemeinde Geiersberg in Oberösterreich (Bezirk Ried im Innkreis).

## Denkmäler
| Foto |                 | Denkmal                                                         | Standort                                   | Beschreibung | Metadaten |
| ---- | --------------- | --------------------------------------------------------------- | ------------------------------------------ | --- | --- |
| ja   | Datei hochladen | Pestkapelle HERIS-ID: 80925 Objekt-ID: 94682                    | Pramerdorf 13, bei Standort KG: Geiersberg | | BDA-Hist.: Q38174777 Status: § 2a Stand der BDA-Liste: 2025-06-30 Name: Pestkapelle GstNr.: .204 Pestkapelle Pramerdorf                             |
| ja   | Datei hochladen | Kath. Pfarrkirche hl. Leonhard HERIS-ID: 52130 Objekt-ID: 58373 | Geiersberg 1, bei Standort KG: Geiersberg  | Die Pfarrkirche Hl. Leonhard wurde 1450 erstmals urkundlich erwähnt und ist ein ursprünglich gotischer Sakralbau. Das Läuthaus und die Sakristei sind unverändert erhalten, während bei weiteren Gebäudeteilen 1653 eine Barockisierung stattfand. Der Westturm von 1737 ist mit einem barocken Zwiebelhelm ausgeführt. An der Nordwand der Kirche befindet sich eine Muttergottesstatue mit Jesuskind, diese wurde 1701 von Bonaventura Schwanthaler geschaffen. Ein Kruzifix aus der Mitte des 18. Jahrhunderts ist ebenfalls aus der Schwanthaler-Werkstatt. | BDA-Hist.: Q21552754 Status: § 2a Stand der BDA-Liste: 2025-06-30 Name: Kath. Pfarrkirche hl. Leonhard GstNr.: .1 Saint Leonard Church (Geiersberg) |
| ja   | Datei hochladen | Brunnenkapelle HERIS-ID: 80917 Objekt-ID: 94673                 | Geiersberg 2, bei Standort KG: Geiersberg  | | BDA-Hist.: Q38174757 Status: § 2a Stand der BDA-Liste: 2025-06-30 Name: Brunnenkapelle GstNr.: 2096/2 Brunnenkapelle Geiersberg                     |